# Bat Out of Hell: Live with the Melbourne Symphony Orchestra
Bat Out of Hell: Live with the Melbourne Symphony Orchestra è un album dal vivo del musicista hard rock statunitense Meat Loaf, pubblicato nel 2004.

## Il disco
Si tratta di una riproposizione dal vivo dell'album Bat Out of Hell del 1977.
L'album è stato registrato tra il 20 e il 22 febbraio 2004 a Melbourne (Australia) con la Melbourne Symphony Orchestra, che ha coadiuvato Meat Loaf e la sua band durante i concerti.

## Tracce
1. Bat Out of Hell – 11:48
2. You Took the Words Right Out of My Mouth (Hot Summer Night) – 5:16
3. Heaven Can Wait – 5:09
4. All Revved Up with No Place to Go – 5:22
5. Two Out of Three Ain't Bad – 5:42
6. Paradise by the Dashboard Light – 11:07
7. For Crying Out Loud – 10:45
8. I'd Do Anything for Love (But I Won't Do That) – 11:05 (nell'edizione limitata)
9. Couldn't Have Said It Better– 8:13 (nell'edizione limitata)